# Александр Яннай
Александр Яннай (* бл 126 — † 76 р. до н. е., Alexander Jannai/Yannai, Jonathan, івр. אלכסנדר ינאי) — юдейський цар з династії Хасмонеїв та первосвященник з 103 по 76 р. до н. е. Третій син Йоханана Гіркана.

## Життєпис

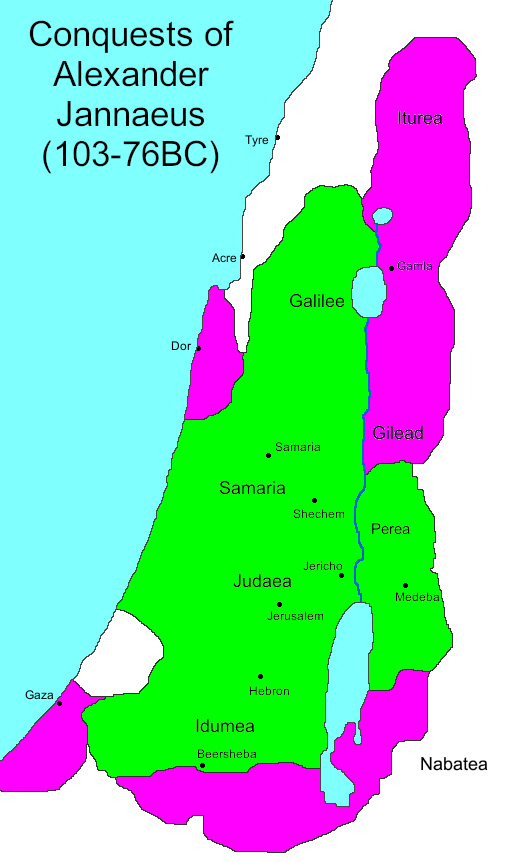
Царство Александра Янная
Стан на 103 р. до н. е.
завойовані території

Коли до влади прийшов його брат Арістобул, Александра ув'язнили. Після смерті Арістобула він був не тільки звільнений, але й одружився з Саломеєю (вдовою померлого брата) і зійшов у 103 р. до н. е. разом з нею на престол. У подружжя народилося двоє синів Йоханан Гіркан II і Арістобул II. Із карбованих монет того часу зрозуміло, що його звали Йонатан, а ім'я Александр було еллінізованою модою того часу.
У період його правління Юдея встановила гегемонію над більшістю території Палестини (включаючи суттєві володіння у Зайорданні), в тому числі у 95 р. до н. е. була завойована Газа. 
У внутрішній політиці Александр спирався на садукеїв та запозичував досвід елліністичних правителів (зокрема, став спиратись на наймані війська, котрі вербували у гірських районах Малої Азії — Кілікії та Пісідії). Це викликало невдоволення і повстання фарисеїв, яке, втім, було жорстко придушене. 
Після смерті Александра його дружина Саломея взяла на себе управління державою в 76 — 67 р. до н. е.